# Whittlebury
Whittlebury is een civil parish in het bestuurlijke gebied South Northamptonshire, in het Engelse graafschap Northamptonshire met 589 inwoners.

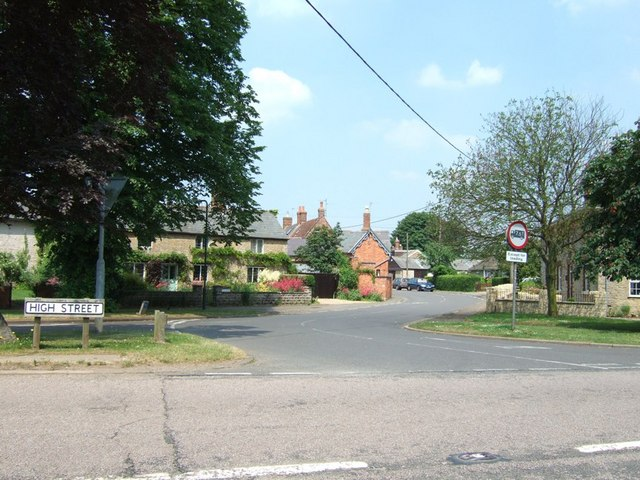
Church Way